# پارک ملی تپ لن
پارک ملی تپ لن (انگلیسی: Thap Lan National Park) در رشته‌کوه سانکامپائنگ در استان‌های استان پراچینبوری و استان ناکون راتچاسیما در تایلند واقع شده است. این پارک در ۲۳ دسامبر ۱۹۸۱ به عنوان یک پارک ملی تأسیس شد و چهلمین پارک ملی کشور بود. جاذبه‌های آن شامل جنگل لان و باغ تفریحی، آبشار تپ لان (یا آبشار هیو نوک کوک)، مخزن تپ لان، آبشار هوای یای، سد لام مون بون و ساحل چوم تاوان است.

## جغرافیا
با مساحتی برابر با ۱٬۳۹۷٬۳۷۵ رای ~ ۲٬۲۳۶ کیلومتر مربع (۸۶۳ مایل مربع)، این پارک دومین پارک ملی بزرگ تایلند است. مقر اصلی پارک تپ لان در بو پرام، نادی، استان پراچینبوری قرار دارد. این پارک شامل زیرمجموعه‌های بو پرام، نا دی، پراچینبوری؛ پاک تونگ چای، وانگ نام خائو، خون بوری و سوئنگ سانگ در استان ناکون راتچاسیما و پاکام در استان بوری‌رام است. بلندترین قله آن کائو لامانگ با ارتفاع ۹۹۲ متر (۳٬۲۵۵ فوت) است. زمین این منطقه شامل رشته‌کوه‌ها، دره‌ها، شکاف‌ها و آبشارها است.

## آب و هوا
پارک تپ لان دارای سه فصل است و میانگین دمای سالانه آن ۲۸ درجه سانتی‌گراد است. فصل بارانی از ماه مه تا اکتبر ادامه دارد و در بیشتر روزها باران می‌بارد. مرطوب‌ترین ماه، اکتبر است. در این فصل حدود ۲۶۹ میلی‌متر باران در پارک تپ لان می‌بارد. فصل سرد از نوامبر تا فوریه است و سردترین ماه، دسامبر، با میانگین حداکثر دمای روزانه ۲۴ درجه سانتی‌گراد است. فصل گرم از مارس تا آوریل ادامه دارد و دما در این مدت به ۳۱ درجه سانتی‌گراد می‌رسد.